# Александрова, Карина Юрьевна
Карина Юрьевна Александрова (11 апреля 1988, Минск, Белорусская ССР) — белорусская спортсменка (кикбоксинг, бесконтактный стиль), МС РБ, каскадёр, актриса кино, фитнес тренер.  Лауреат республиканского конкурса Белорусской ассоциации спортивной прессы «Королева спорта-2007».

## Биография

### Семья
Родилась в спортивной семье. Отец, Юрий Самодумский  — мастер спорта Республики Беларусь по лёгкой атлетике. Мать Татьяна Александрова  — кандидат в мастера спорта СССР по многоборью. Сестра Наталья Александрова — участник Олимпийских игр 2004 в Афинах и является мастером спорта Республики Беларусь международного класса по художественной гимнастике. Брат Владислав Александров — обладатель чемпионского титула мирового первенства по Муай Тай в Бангкоке (2005 год) и кандидат в мастера спорта Республики Беларусь по таиландскому боксу.
После обучения в химико-биологическом классе минской школы, поступила и с успехом окончила Республиканское училище олимпийского резерва. В 2005 году поступила в Белорусский государственный университет физической культуры, который окончила в 2011 году с присвоением квалификации «тренер-инструктор» по специализации «рукопашный бой». Принимает участие в благотворительном проекте «Спортсмены — детям».

### Спортивная карьера
Как и большинство детей перепробовала много разных видов спорта: ритмическую гимнастику, плавание, акробатику. После долгих проб и ошибок она попала в секцию кикбоксинга, где добилась значительных успехов. В её специализацию входят: сольные выступлениях с оружием (трёхзвенный цеп, нунчаку) и без оружия (мягкий стиль).
Карина выиграла ряд детских соревнований, затем регулярно занимала призовые места на юниорских: 2-е места на Первенстве Беларуси 1999 года и Открытом чемпионате Польши в Варшаве в 2001 году, 3 место на Чемпионате Беларуси среди юниоров в 2002 и 2003 годах. В 2003 году в Итальянской Пьяченце стала обладательницей Кубка мира по кикбоксингу (Wako world cup), среди юниоров (категория «с оружием» — трёхзвенный цеп). В том же году в Минске заняла первое место на Международном турнире по MYAI THAI на призы ЗАО «Юкола» и 3 место на Первенстве Беларуси среди юниоров.
Затем двойной успех на Кубке мира в Италии 2004 года: 3-е места в сольных выступлениях с оружием и без (стиль змеи). В составе национальной команды на десятом Кубке мира по кикбоксингу (2005 год) планировала завоевать золото в одном из видов программы, но не смогла принять участие в соревнованиях из-за отказа в визе во французском посольстве. В том же 2005 году выступления с трёхзвенным цепом принесли Карине 2 место на Чемпионате Беларуси и 5 место на проходившем в Ялте Чемпионате Мира (World Championship of kickboxing and Thai-boxing). Завершение карьеры было ознаменовано 3 местом на Кубке мира в Итальянском Сальсомаджоре Терме (2006 год), аналогичным результатом на Турнире по кикбоксингу памяти Президента БФК И. В. Ефремова (Россия, 2006 год) и 2 и 1 местами на Открытом первенстве Беларуси 2006 года в категориях с оружием и без соответственно.

### Карьера вне спорта
Личные спортивные достижения, а также вклад в развитие женского спортивного движения позволили Карине выйти в финал республиканского конкурса «Королева спорта-2007» и стать его лауреатом в категории «Мисс фото». Конкурс проходил под эгидой Национального олимпийского комитета Республики Беларусь и общественного объединения «Белорусская ассоциация спортивной прессы».
В 2008 году принимала участие и спортивном реалити-шоу на телеканале Лад «Великолепная семёрка-7», где стала победителем в седьмой серии соревнований (картинг).
В 2010 году на телеканале ОНТ принимала участие в экстремальном шоу «Зачистка» (международная версия одноимённой игры Wipe Out). Безупречная спортивная форма позволила пройти отбор из числа более чем 4500 претендентов и войти в число 20 участников белорусской команды. В этом проекте принимали участие команды из 25 стран мира, соревнования проходили в Аргентине, 40 километрах от Буэнос-Айреса.
С 2010 года сотрудничает с киностудией "Беларусьфильм" в качестве каскадера, каскадера-дублера и актрисы.